# Сонатна форма
Сона́тна фо́рма — музична форма, що складається з трьох основних розділів:
- Експозиція — де протиставляються головна й побічна теми;
- Розробка — де ці теми розвиваються;
- Реприза — де повторюється експозиція з тональними (і, можливо, іншими) змінами.

## Загальні риси
Сонатна форма звичайно є першою частиною сонатної циклічної форми — симфонії, сонати, квартету. Класичний тип сонатної форми сформувався в творчості Й. Гайдна та В.-А. Моцарта, найвищого рівня досягнувши в музиці Бетховена. У XX ст. сонатна форма зберегла своє значення і збагатилася новими відкриттями в творчості Д. Шостаковича, Б. Лятошинського, Л. Ревуцького та інших композиторів.

## Форма
В узагальненому вигляді схема форми така:
Тут і далі в схемах ГП — головна партія,  ПП — побічна партія,  СП — сполучна партія, ЗП — заключна партія; у квадратних дужках зазначено розділи, що в різних варіантах форми можуть опускатися.
| [Вступ] | Експозиція | Експозиція | Експозиція | Експозиція | [Розробка] | Реприза | Реприза | Реприза | Реприза | [Кода] |
| [Вступ] | ГП         | [СП]       | ПП         | [ЗП]       | [Розробка] | [ГП]    | [СП]    | [ПП]    | [ЗП]    | [Кода] |
| [Вступ] | T          |            | D          |            | [Розробка] | T       |         | T       |         | [Кода] |

### Експозиція сонатної форми
Експозицією називають початковий розділ форми (не рахуючи вступу, якщо він є). Експозиція складається з головної партії, сполучної (в якій відбувається модуляція), побічної партії в новій тональності та з новим образним наповненням, і заключної партії, що завершує експозицію.
Партіями називають різні ділянки експозиції, відокремлені гармонічно. Так, головну партію витримано в головній тональності, побічну партію — у новій тональності. Слід зауважити, що партії не тотожні з темами. Партії — це ділянки форми, що можуть містити кілька тем.

#### Головна партія
Перший структурно оформлений розділ сонатної експозиції (і репризи), який є викладом головної теми в основній тональності (часто разом з її розвитком, що відбувається безпосередньо після головної теми). 

#### Сполучна партія
Розділ сонатної експозиції або репризи, що поєднує головну партію з побічною, йдучи за викладом основного тематичного матеріалу й готуючи появу побічної.

#### Побічна партія
Розділ експозиції або репризи сонатної форми, в якому представлено другу основну музичну тему. Як правило, побічна партія постає в домінантовій тональності, контрастує з головною, має більший обсяг і завершується сильним та яскравим кадансом.

#### Заключна партія
Функція заключної партії — закріпити досягнуте в експозиції, насамперед у тональному відношенні. Тому для неї характерний заключний тип викладу. Часто відбувається багаторазове повторення кадансового обороту або наявність тонічного органного пункту. 
Крім того, заключна партія певною мірою узагальнює весь матеріал експозиції. Тому для тематизму характерне використання елементів попередніх партій, у більшості випадків головної та сполучної, що представлені в різних комбінаціях. Введення нової теми трапляється рідко, а якщо й трапляється, тема не буває розгорнутою.

### Розробка
Розробка — середній розділ сонатної форми, розміщений після експозиції та перед репризою. Тонально нестійка частина, в якій розробляються музичні теми експозиції. У розробці використовуються такі прийоми: структурні (поділ теми на фрази, мотиви); звуковисотні (інтервальне розширення, скорочення мотивів, обернення, гармонічне й тональне оновлення); секвенції; ритмічні (збільшення, зменшення); фактурно-темброві (переоркестрування); поліфонічні (імітації) та інші.

### Реприза
Реприза — третій великий розділ форми. Реприза знімає, або послаблює конфлікт і завершує форму. Це досягається шляхом її тонального об'єднання: реприза починається й закінчується в основній тональності. У цілому вона повторює експозицію, але обов'язковим є перенесення побічної партії в головну (або однойменну їй) тональність, набагато рідше — в іншу тональність. Завдяки тональній єдності, реприза звичайно менш динамічна, ніж всі інші розділи (хоча можливі винятки).

### Кода
Кода — додатковий розділ форми. Її функція — узагальнення матеріалу, висловлення результату, «висновку» всього твору. Наявність коди залежить від жанрових властивостей твору. Вона часто відсутня в камерних ансамблях і сонатах, але майже завжди є в симфоніях, що пов'язано з неоднаковим змістовним навантаженням цих жанрів.
У тематичному відношенні кода може бути побудованою на одній або кількох темах кожної з партій. Зрідка кода може мати нову тему (частіше у великих творах). Гармонічна будова коди також відрізняється. Вона може бути або абсолютно стійкою, або навпаки, нестійкою (з елементами розробки). У цьому разі кода починається як друга розробка, і тільки після деякого розвитку настає її стійкий, завершальний розділ. Таку будову коди обумовлено прагненням композитора максимально наситити форму розвитком (що характерно, наприклад, для Бетховена й Чайковського).

## Різновиди сонатної форми
У різних жанрових ситуаціях сонатна форма міняється. Серед них можна виділити дві значні модифікації:
- З подвійною експозицією — зустрічається в перших частинах концертів для солюючого інструмента з оркестром. Використалася із другої половині XVIII ст. до приблизно середини XIX століття.

- Сонатина — має сонатну форму без розробки, що застосовується в типових для сонатної форми умовах (наприклад, у других частинах циклу). Для неї характерний малий масштаб і порівняно «легкий» характер.

## Історичний нарис

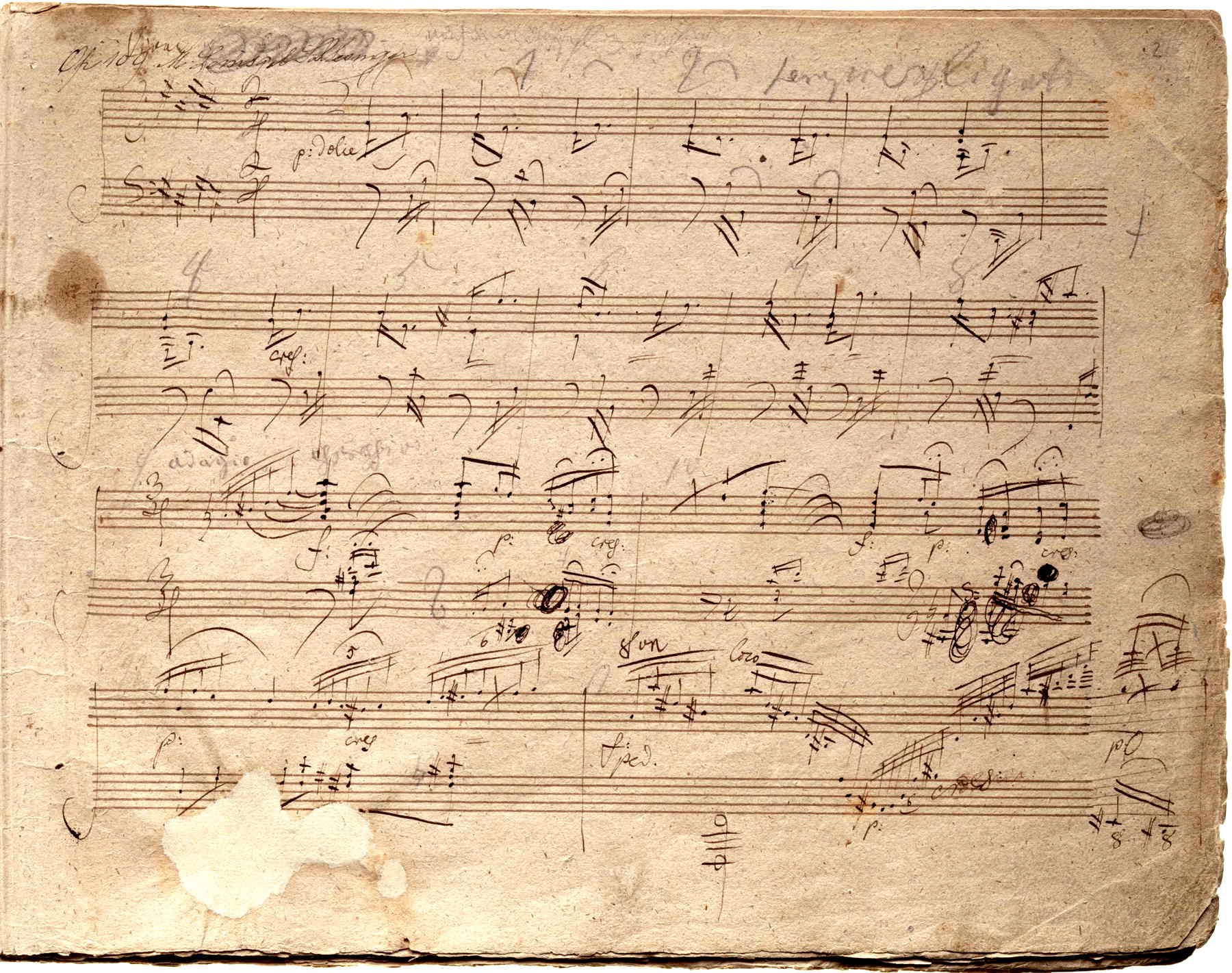
Людвіг ван Бетховен. Соната для фортепіано №30, ор. 109 (автограф)

Безпосередні попередники сонатної форми — старосонатна і староконцертна форми.

### Старосонатна і стара двочастинна форми
Старосонатна форма виникла зі ще ранішої старої двочастинної форми, з якою вона тісно пов’язана структурно. Перший розділ старої двочастинної форми міг бути як періодом повторної будови, так і розгорненішою побудовою (т.зв. періодом розгортання) з можливим використанням поліфонних принципів розвитку. Цей перший розділ зазвичай модулював у побічну тональність, завершуючись заключною каденцією в цій тональності (для мажору — домінанта, для мінору — паралельний мажор). Другий розділ старої двочастинної форми був більший за об’ємом, часто — вдвічі або втричі, але при тому був з ним тематично споріднений. Він часто починався так, як і перший, але в побічній тональності. Цей розділ мав розробково-репризний характер, і часто містив каденцію в одній зі споріднених тональностей, після чого відбувалось завершальне повернення до основної тональності, часто на матеріалі кінця першого розділу форми.
Старосонатна форма структурно мало чим відрізняється від старої двочастинної форми. Основна різниця між ними полягає в об’ємі й трактуванні композитором розділів форми, а саме — відрізку, що завершує перший і другий розділи, відрізняючись в основному тільки тональністю. В цьому випадку він стає побічною партією, що є також заключною. Головною партією стає початковий мотив обох розділів, а перехідна зона від головної до побічної партії є аналогом сполучної партії класичної сонатної форми.
Зовнішній тональний план старосонатної форми характерний своєю симетрією:
| Експозиція     | Експозиція              | Розробко-реприза | Розробко-реприза |
| -------------- | ----------------------- | ---------------- | ---------------- |
| Головна партія | Побічна партія          | Головна партія   | Побічна партія   |
| T              | D (або інша паралельна) | D (попер.)       | T                |

Отож, за старосонатною формою закріплюєтся двочастинність і відсутність репризи у класичному розумінні (в основній тональності проводиться лише побічна партія). Здебільшого розділи мають пропорцію 1:2 чи 1:3, при тому подібну пропорцію зберігають між собою й головна та побічна партії: побічна є об’ємнішою, і на неї випадає більше драматургійної ваги в творі.

### Класична сонатна форма
Перехідною формою до класичної сонатної форми стала тричастинна старосонатна форма, в якій після другого розділу, побудованого за принципом аналогічного розділу двочастинної старосонатної форми з’являється ще додаткове проведення обох тем в основній тональності.
Структура ж класичної сонатної форми зафіксувалась у творчості Гайдна та композиторів Мангеймської школи. У творчості Моцарта вже спостерігається індивідуалізація кожного конкретного твору. Для Моцарта характерна значна кількість тем (до 6 тем в експозиції), серії доповнень замість заключних партій. Розробки в Моцарта в більшості випадків невеликі і не мають визначального значення.

### Сонатна форма іромантизм
Творчість Бетховена вважається кульмінацією в історії сонатної форми. Композитори наступної історичної епохи вважали, що Бетховен довів саму ідею сонатної форми до свого абсолюту, і були змушені шукати шляхи відновлення форми, що призводило до руйнування сонатної форми в її чистому виді.
Головним чином пізніші творчі пошуки були пов'язані із з'єднанням сонатної форми з іншими принципами формоутворення. Іноді це були принципи, протилежні ідеї сонатності — безперервного відновлення й розвитку. Так, Шуберт вніс у сонатну форму пісенний початок, Шуман з'єднав сонатну форму з принципом сюїти. Берліоз з'єднав сонатну форму з літературною програмою. Ліст ішов по шляху об'єднання сонатної форми й сонатно-симфонічного циклу (див. Одночастинно-циклічна форма).